# Cyx papuana
Cyx papuana är en tvåvingeart som beskrevs av Neal L. Evenhuis 1993. Cyx papuana ingår i släktet Cyx och familjen svävflugor. Inga underarter finns listade i Catalogue of Life.